# Coupe de la Ligue 2019-2020
La Coupe de la Ligue 2019-2020, chiamata Coupe de la Ligue BKT per motivi di sponsorizzazione, è stata la 26ª e ultima edizione della manifestazione organizzata dalla LFP. È iniziata il 26 luglio 2019 e si è conclusa con la finale allo Stade de France di Saint-Denis. Originariamente programmata il 4 aprile 2020, la finale è stata posticipata al 31 luglio seguente a causa della pandemia di COVID-19.
Il Paris Saint-Germain ha conquistato il trofeo per la nona volta, sconfiggendo l'Olympique Lione ai calci di rigore. Essendo il Paris Saint-Germain qualificato alla UEFA Champions League 2020-2021, il posto in UEFA Europa League 2020-2021 è stato attribuito alla sesta classificata in Ligue 1 2019-2020.
Si è trattato dell'ultima edizione della manifestazione, cancellata dal calendario agonistico a decorrere dalla stagione successiva.

## Regolamento
La manifestazione è costituita da sette turni, oltre la finale, tutti a eliminazione diretta. In caso di risultato di parità si effettueranno direttamente i calci di rigore, con i tempi supplementari che resteranno in vigore soltanto per la finale.
Questa stagione, essendo presenti 45 squadre professionistiche, ha visto la disputa di una gara eliminatoria tra Bourg-en-Bresse e Quevilly-Rouen per stabilire chi avrebbe giocato nella manifestazione. Ai primi due turni preliminari prendono parte le 20 squadre iscritte al campionato di Ligue 2 più 4 formazioni provenienti dal Championnat National. Nel terzo turno entrano le 14 squadre di Ligue 1 non teste di serie.
Agli ottavi di finale avviene l'ingresso delle teste di serie, vale a dire le squadre francesi che parteciperanno alle coppe europee.

## Scelta della sede della finale
Per l'edizione 2019-2020 la LFP ha stabilito di riportare la sede della finale allo Stade de France di Saint-Denis.

## Partecipanti
Di seguito l'elenco delle partecipanti.

### Ligue 1
- Amiens
- Angers
- Bordeaux
- Brest

- Digione
- Lilla
- Olympique Lione
- Olympique Marsiglia

- Metz
- Monaco
- Montpellier
- Nantes

- Nîmes
- Nizza
- Paris Saint-Germain
- Rennes

- Saint-Étienne
- Stade Reims
- Strasburgo
- Tolosa

Le squadre in grassetto sono automaticamente qualificate agli ottavi di finale.

### Ligue 2
- Ajaccio
- Auxerre
- Caen
- Chambly

- Châteauroux
- Clermont Foot
- Grenoble
- Guingamp

- Le Havre
- Le Mans
- Lens
- Lorient

- Nancy
- Niort
- Orléans
- Paris FC

- Rodez
- Sochaux
- Troyes
- Valenciennes

### Championnat National
- AS Béziers
- Bourg-en-Bresse
- Gazélec Ajaccio

- Quevilly-Rouen
- Red Star

## Calendario
| Fase        | Turno            | Partita unica       |
| ----------- | ---------------- | ------------------- |
| Preliminari | Eliminatoria     | 26 luglio 2019      |
| Preliminari | Primo turno      | 13 agosto 2019      |
| Preliminari | Secondo turno    | 27 agosto 2019      |
| Preliminari | Terzo turno      | 29-30 ottobre 2019  |
| Fase Finale | Ottavi di finale | 17-18 dicembre 2019 |
| Fase Finale | Quarti di finale | 7-8 gennaio 2020    |
| Fase Finale | Semifinali       | 21-22 gennaio 2020  |
| Fase Finale | Finale           | 31 luglio 2020      |

## Preliminari

### Eliminatoria
| Squadra 1       | Risultato | Squadra 2      |
| --------------- | --------- | -------------- |
| 26 luglio 2019  |           |                |
| Bourg-en-Bresse | 1 - 0     | Quevilly-Rouen |

### Primo turno
| Squadra 1       | Risultato       | Squadra 2    |
| --------------- | --------------- | ------------ |
| 13 agosto 2019  |                 |              |
| Lorient         | 1 - 2           | Le Mans      |
| Clermont Foot   | 1 - 1 (4-3 dtr) | Le Havre     |
| Grenoble        | 1 - 1 (4-3 dtr) | Rodez        |
| Gazélec Ajaccio | 2 - 0           | Chambly      |
| Paris FC        | 2 - 1           | Sochaux      |
| Niort           | 3 - 1           | Châteauroux  |
| Caen            | 0 - 1           | Nancy        |
| Ajaccio         | 4 - 1           | Valenciennes |
| Auxerre         | 0 - 0 (5-6 dtr) | AS Béziers   |
| Orléans         | 4 - 1           | Guingamp     |
| Bourg-en-Bresse | 2 - 2 (7-6 dtr) | Red Star     |
| Troyes          | 1 - 2           | Lens         |

### Secondo turno
| Squadra 1       | Risultato       | Squadra 2     |
| --------------- | --------------- | ------------- |
| 27 agosto 2019  |                 |               |
| Nancy           | 1 - 0           | Ajaccio       |
| Le Mans         | 2 - 2 (8-7 dtr) | Orléans       |
| Gazélec Ajaccio | 1 - 1 (5-6 dtr) | Paris FC      |
| Niort           | 0 - 0 (5-4 dtr) | Grenoble      |
| Bourg-en-Bresse | 1 - 1 (6-5 dtr) | AS Béziers    |
| Lens            | 2 - 2 (5-4 dtr) | Clermont Foot |

### Terzo turno
| Squadra 1       | Risultato       | Squadra 2           |
| --------------- | --------------- | ------------------- |
| 29 ottobre 2019 |                 |                     |
| Nîmes           | 3 - 0           | Lens                |
| Bordeaux        | 2 - 0           | Digione             |
| 30 ottobre 2019 |                 |                     |
| Le Mans         | 3 - 2           | Nizza               |
| Nantes          | 8 - 0           | Paris FC            |
| Metz            | 1 - 1 (3-4 dtr) | Brest               |
| Stade Reims     | 2 - 1           | Bourg-en-Bresse     |
| Montpellier     | 3 - 2           | Nancy               |
| Amiens          | 3 - 2           | Angers              |
| Monaco          | 2 - 1           | Olympique Marsiglia |
| Niort           | 1 - 2           | Tolosa              |

## Fase finale

### Ottavi di finale
| Squadra 1        | Risultato | Squadra 2           |
| ---------------- | --------- | ------------------- |
| 17 dicembre 2019 |           |                     |
| Stade Reims      | 1 - 0     | Montpellier         |
| Monaco           | 0 - 3     | Lilla               |
| 18 dicembre 2019 |           |                     |
| Olympique Lione  | 4 - 1     | Tolosa              |
| Nantes           | 0 - 1     | Strasburgo          |
| Brest            | 2 - 0     | Bordeaux            |
| Le Mans          | 1 - 4     | Paris Saint-Germain |
| Nîmes            | 1 - 2     | Saint-Étienne       |
| Amiens           | 3 - 2     | Rennes              |

### Quarti di finale
| Squadra 1           | Risultato       | Squadra 2     |
| ------------------- | --------------- | ------------- |
| 7 gennaio 2020      |                 |               |
| Stade Reims         | 0 - 0 (4-2 dtr) | Strasburgo    |
| 8 gennaio 2020      |                 |               |
| Olympique Lione     | 3 - 1           | Brest         |
| Lilla               | 2 - 0           | Amiens        |
| Paris Saint-Germain | 6 - 1           | Saint-Étienne |

### Semifinali
| Squadra 1       | Risultato       | Squadra 2           |
| --------------- | --------------- | ------------------- |
| 21 gennaio 2020 |                 |                     |
| Olympique Lione | 2 - 2 (4-3 dtr) | Lilla               |
| 22 gennaio 2020 |                 |                     |
| Stade Reims     | 0 - 3           | Paris Saint-Germain |

### Finale
| Arbitro: | Brisard |

|                                                  |                      |                                                          |
| Di María Verratti Paredes Herrera Neymar Sarabia | Tiri di rigore 6 – 5 | Andersen Toko Ekambi Caqueret Thiago Mendes Aouar Traoré |

| Paris Saint-Germain | Olympique Lione |

|                 |    |                          |      |      |
|                 |    |                          |      |      |
| P               | 1  | Keylor Navas             |      |      |
| D               | 20 | Layvin Kurzawa           |      | 70’  |
| D               | 2  | Thiago Silva             | 55’  | 91’  |
| D               | 3  | Presnel Kimpembe         |      |      |
| D               | 25 | Mitchel Bakker           |      |      |
| C               | 6  | Marco Verratti           |      |      |
| C               | 5  | Marquinhos               | 95’  | 114’ |
| C               | 27 | Idrissa Gueye            |      | 58’  |
| A               | 11 | Ángel Di María           | 115’ |      |
| A               | 18 | Mauro Icardi             |      | 58’  |
| A               | 10 | Neymar                   |      |      |
| A disposizione: |    |                          |      |      |
| P               | 16 | Sergio Rico              |      |      |
| D               | 4  | Thilo Kehrer             |      | 70’  |
| D               | 22 | Abdou Diallo             |      | 114’ |
| C               | 8  | Leandro Paredes          | 100’ | 91’  |
| C               | 19 | Pablo Sarabia            |      | 58’  |
| C               | 21 | Ander Herrera            | 79’  | 58’  |
| C               | 23 | Julian Draxler           |      |      |
| A               | 17 | Eric Maxim Choupo-Moting |      |      |
| A               | 29 | Arnaud Kalimuendo        |      |      |
| Allenatore:     |    |                          |      |      |
| Thomas Tuchel   |    |                          |      |      |

| P               | 1  | Anthony Lopes       |      |     |
| D               | 5  | Jason Denayer       |      |     |
| D               | 6  | Marcelo             |      | 81’ |
| D               | 20 | Fernando Marçal     | 94’  |     |
| C               | 14 | Léo Dubois          |      | 86’ |
| C               | 25 | Maxence Caqueret    | 19’  |     |
| C               | 39 | Bruno Guimarães     | 61’  | 65’ |
| C               | 8  | Houssem Aouar       |      |     |
| C               | 27 | Maxwel Cornet       |      |     |
| A               | 9  | Moussa Dembélé      |      | 80’ |
| A               | 11 | Memphis Depay       |      | 80’ |
| A disposizione: |    |                     |      |     |
| P               | 16 | Anthony Racioppi    |      |     |
| D               | 3  | Joachim Andersen    |      | 81’ |
| D               | 4  | Rafael              | 119’ | 86’ |
| C               | 12 | Thiago Mendes       |      | 65’ |
| C               | 17 | Jeff Reine-Adélaïde |      |     |
| C               | 18 | Rayan Cherki        |      |     |
| C               | 22 | Jean Lucas          |      |     |
| A               | 10 | Bertrand Traoré     |      | 80’ |
| A               | 21 | Karl Toko Ekambi    |      | 80’ |
| Allenatore:     |    |                     |      |     |
| Rudi Garcia     |    |                     |      |     |

## Statistiche

### Classifica marcatori
| Gol | Rigori |  | Giocatore          | Squadra                 |
| --- | ------ |  | ------------------ | ----------------------- |
| 3   | 0      |  | Mauro Icardi       | Paris Saint-Germain     |
| 3   | 0      |  | Livio Nabab        | Bourg-en-Bresse         |
| 3   | 1      |  | Loïc Rémy          | Lilla                   |
| 3   | 0      |  | Moses Simon        | Nantes                  |
| 2   | 0      |  | Houssem Aouar      | Olympique Lione         |
| 2   | 0      |  | Hicham Benkaid     | Orléans                 |
| 2   | 0      |  | Ludovic Blas       | Guingamp (0)/Nantes (2) |
| 2   | 0      |  | Mehdi Chahiri      | Red Star                |
| 2   | 1      |  | Moussa Dembélé     | Olympique Lione         |
| 2   | 0      |  | Samuel Grandsir    | Brest                   |
| 2   | 0      |  | Jean Lucas         | Olympique Lione         |
| 2   | 0      |  | Pierre Lemonnier   | Le Mans                 |
| 2   | 0      |  | Kylian Mbappé      | Paris Saint-Germain     |
| 2   | 0      |  | Bevic Moussiti-Oko | Le Mans                 |
| 2   | 0      |  | Victor Osimhen     | Lilla                   |
| 2   | 1      |  | Vlatko Stojanovski | Nîmes                   |
| 2   | 0      |  | Aurélien Scheidler | Orléans                 |
| 2   | 0      |  | Bertrand Traoré    | Olympique Lione         |